# 賈西駅
賈西駅（かさいえき）は、中華人民共和国江蘇省南京市雨花台区華新路と七賢街の交差点にある、南京地下鉄S3号線の駅である。

## 駅名
駅名については、事業着手当初は南京地下鉄集団は「華新路駅」の仮称を用いており、2014年12月31日に「賈西駅」を駅名として第一次公示され、2015年1月23日に駅名が「賈西駅」に決定したことが発表された。

## 歴史
- 2017年12月6日S3号線の駅として開業。

## 駅構造
島式ホーム1面2線の地下2層構造の駅である。

### のりば
| 番線 | 路線             | 方面                                  | 行先        |
| ---- | ---------------- | ------------------------------------- | ----------- |
|      | 南京地下鉄S3号線 | 南京南駅・石楊路・東郊小鎮・東流 方面 | 仙林 行き   |
|      | 南京地下鉄S3号線 | 油坊橋・永初路・呉侯街・馬騾圩 方面   | 西梁山 行き |

## 駅周辺
- 中国民生銀行

## 隣の駅
南京地下鉄
■S3号線
春江路駅- 賈西駅 - 油坊橋駅